# Sabotage – Dark Assassin
Sabotage – Dark Assassin (Originaltitel Sabotage) ist ein US-amerikanischer Actionfilm aus dem Jahr 1996, mit dem Wun Hop Kuen Do Experten Mark Dacascos in der Hauptrolle des Michael Bishop.

## Handlung
Bei einem Anti-Terror-Einsatz in Bosnien wird die Truppe von Michael Bishop, einem Geheimagenten der CIA, durch einen Maulwurf verraten und die Operation endet in einem Blutbad. Trotz schwerster Verletzungen überlebt Bishop als einziger. Jahre später arbeitet Bishop als Leibwächter für das Top-Modell Susan Trent in Los Angeles. Gerade als der Privatjet der Trents mit dem Model und ihrem Mann an Bord auf dem Flugplatz landet, wird ein Anschlag auf die Reisenden verübt und dabei der Milliardär Jeffrey Trent und ein Begleiter getötet. Der Täter schießt mit einem großkalibrigen Präzisionsgewehr von einem der Flugplatzgebäude. Doch ehe Bishop die Plattform erreicht, ist der Attentäter verschwunden, dieser hatte jedoch auch hier noch einen Sicherheitsbeamten erschossen, sodass das FBI unter der Leitung von Special-Agent Louise Castle ermittelt und Bishop zunächst für tatverdächtig hält.
Bishop kontaktiert Prof. Follenfant, der ihm die Anstellung als Bodyguard bei Trent vermittelt hatte und das Opfer gut kannte. Er weiß, dass dieser sein Vermögen nicht nur mit Computerprodukten erzeugt hat, sondern auch Waffengeschäfte getätigt hatte. Damit kommen unzählige Personen in Betracht, die ein Interesse daran hatten, den Mann aus dem Weg zu räumen. Nach diesem Gespräch kehrt Bishop wieder zu seinem Job und dem Model zurück. Unerwartet geschieht erneut ein Angriff, bei dem es Bishop gelingt einen der Schützen zu töten. Da dieser ein ehemaliger Mitarbeiter von Jeffrey Trent war, vermutet das FBI einen Racheakt. Bishop bemerkt anhand diverser Indizien, dass dieser Mann nicht der Mörder von Trent sein kann und hier möglicherweise jemand eine falsche Fährte legen will.
Während Special-Agent Louise Castle von ihrem Vorgesetzten die Anweisung erhält, den Fall Trent als „Mord aus Leidenschaft“ und für abgeschlossen zu erklären, ermittelt Bishop unbeirrt weiter. Der Elite-Soldat in ihm gebietet es einfach nachzuforschen, warum er mit in die Mitte der Zielscheibe geraten ist. Aber auch Louise Castle lässt sich nicht so einfach abspeisen. Zunächst recherchiert sie über Bishop und erfährt, dass er aufgrund einer Aussage von CIA-Mann Tollander unehrenhaft aus dem Militärdienst entlassen wurde, weil man ihm das Misslingen der Operation ankreidete. Tollander lässt auch keinen Zweifel daran, dass er Bishop für den Attentäter hält. Castle glaubt ihm zunächst, doch gelingt es Bishop die Bundespolizistin davon zu überzeugen, dass hier andere Profis am Werk sind. Er hat sich die Überwachungsaufnahmen vom Flugplatz besorgt und erkennt dort Sherwood, einen Eliteagenten, der unter anderem für die iranische Geheimpolizei und in Bosnien gegen ihn gearbeitet hatte.
Bishop kann in Erfahrung bringen, dass Trent den Kampfeinsatz in Bosnien finanziert hatte und Tollander an dem Misslingen der Operation gelegen war. Damit ist ihm klar, wer hinter der Verschwörung steckt und macht nun zusammen mit Castle Jagd auf Sherwood und seinen Auftraggeber Tollander. Um der Verfolgung zu entgehen, entführt Sherwood die Tochter von Castle und will Bishop im Tausch gegen das Kind. Am Übergabeort erscheint Tollander, der kurzerhand von Castle erschossen wird. Auch Sherwood kann von Bishop gestellt und letztendlich getötet, nachdem sie Castles Tochter befreien konnten.
Bishop findet allerdings heraus, dass hinter allem auch noch sein alter Freund Prof. Follenfant steckt, der sich an Trent, Tollander und Sherwood rächen wollte, weil sie ihn aus einem lukrativen Geschäft ausgeschlossen hatten. Mit der Anstellung Bishops war ihm klar, dass dieser alles daran setzen würde, den Mörder zu finden und somit würde auch Tollander seiner Strafe nicht entgehen. Dieser Plan ging erwartungsgemäß auf und Castles erschießt daraufhin den alten Mann, weil sie es ihm nicht verzeihen kann, dass ihre Tochter durch ihn in Lebensgefahr geriet.

## Kritik
Bei Schnittberichte.com hält man: „die Geschichte […] nicht unbedingt [für ein] Glanzstück“. „Die Plottwists sind vorhersehbar und nicht sonderlich überraschend, allerdings geben sich die Autoren durchaus Mühe, wenigstens eine Story zu erzählen.“
Das Lexikon des internationalen Films urteilte, der Film sei ein „spannender Actionfilm in einer rasanten Inszenierung.“